# メドミア
メドミア（8月10日 - ）は、日本の男性ミュージシャン、ボカロP。

## 概要
2018年初頭から作曲活動を開始、2018年11月9日に処女作「ノーテーマ」を投稿する。2020年12月11日「偽色街」がニコニコ動画10万回再生を記録し、2021年12月16日「さっさかサレンダー」がYouTube100万回再生を記録した。2022年4月23日「絶対敵対メチャキライヤー」を投稿、投稿から8日でニコニコ動画10万再生を記録し、12日でYouTube50万再生を記録し、2023年2月26日に500万再生を記録した。

## 経歴
2018年　
- 11月09日「ノーテーマ」投稿[10]
- 12月22日「真冬のサンカヨウ」投稿[11]

2019年
- 3月30日「ダウナーダウト」投稿[12]
- 5月11日「Morbid Dancer」投稿[13]
- 6月7日「デットエンドメイト」投稿[14]
- 6月15日「幽欝と造花」投稿[15]
- 7月05日「ネームレスルーザー」投稿[16]
- 7月07日 wotakuとの共作「オリヒメ」投稿[17]
- 7月07日 wotakuとの共作「ヒコボシ」投稿[18]
- 9月27日「ロイエ」投稿[19]
- 11月09日「ウォーキングデッドシンドローム」投稿[20]

2020年
- 1月04日「神算鬼謀」投稿[21]
- 3月28日「ゴーストロールモノローグ」投稿[22]
- 4月05日コンピアルバム「AIWAKARE」に「アンチクロノス」を収録[23]
- 5月09日「イヤイヤヘブン」投稿[24]
- 8月22日「アイロニズム」投稿[25]
- 9月28日 コンピアルバム「Rainbow」にて「リコリス・ラディアータ」収録[26]
- 10月20日「ガタ」投稿[27]
- 11月21日「人並み人生ライフ」投稿[28]
- 11月28日「偽色街」投稿[29]
- 12月11日「ラッカンライア」投稿[30]
- 12月23日「寄るなガーネット」投稿[31]
- 12月26日「VoId」投稿[32]

2021年
- 2月27日「凛と眩惑洒落焦がれ」投稿[33]
- 4月14日「ナラキスト」投稿[34][35]
- 4月15日「凛と眩惑洒落焦がれ」JOYSOUND配信開始[36]
- 4月24日「ミカイタクビート」投稿[37]
- 4月25日「抜け殻ネオンシティ」投稿[38]
- 5月08日「さっさかサレンダー」投稿[39]
- 5月30日「アイロニズム」「VoId」「ウォーキングデッドシンドローム」「偽色街」「神算鬼謀」「ノーテーマ」「人並み人生ライフ」「寄るなガーネット」「ラッカンライア」JOYSOUND配信開始[40]
- 6月19日「イヤイヤヘブン」「ガタ」「ゴーストロールモノローグ」「ダウナーダウト」「ネームレスルーザー」「憂鬱と造花」JOYSOUND配信開始[41]
- 6月25日「さっさかサレンダー」JOYSOUND配信開始[42]
- 7月30日「ナラキスト」JOYSOUND配信開始[43]
- 8月01日「抜け殻ネオンシティ」「ミカイタクビート」JOYSOUND配信開始[43]
- 8月31日「ラベルドラブ」投稿[44]
- 9月08日「ラベルドラブ」各種サイトにて配信開始[45]
- 9月25日「春じゃないわ」投稿[46]
- 9月25日 ふぉるて Arrange ver「ベノム」にてアレンジを担当[47]
- 9月27日「デッドエンドメイト」「真冬のサンカヨウ」「ロイエ」JOYSOUND配信開始[48]
- 10月15日「零の餞」投稿[49]
- 10月16日「ディスコネクトディスコ」投稿[50]
- 10月30日 コンピアルバム「A Fantastic Go-Cart」に「FAKE FLASH」を収録[51]
- 11月05日「ヘラヘラリ」投稿[52]
- 11月20日 コンピアルバム「DTMサーのコンピ」にて「シッカンアーネスト」「幽欝と造花（△Arrange）」「アイロニズム（テラ Arrange）」「ガタ（いよわ Arrange）」収録[53]
- 12月16日「ラベルドラブ」JOYSOUND配信開始[54]

2022年
- 3月18日「マジカル×フィジカル」投稿[55]
- 4月13日「ヘラヘラリ」各種サイトにて配信開始[56]
- 4月23日「絶対敵対メチャキライヤー」投稿[57]
- 4月26日「絶対敵対メチャキライヤー」各種サイトにて配信開始[58]
- 4月29日 コンピアルバム「eneeemy」にて「マジカル×フィジカル」を収録[59]
- 5月02日 コンピアルバム「A Fantastic Go-Cart」各種サイトにて配信開始[60]
- 6月19日「ヘラヘラリ」「マジカル×フィジカル」「絶対敵対メチャキライヤー」JOYSOUND配信開始[61]
- 7月31日「キッカイケッタイ」投稿[62]
- 9月04日「キッカイケッタイ」JOYSOUND配信開始[63]
- 9月06日「さっさかサレンダー」各種サイトにて配信開始[64]
- 9月07日「キッカイケッタイ」各種サイトにて配信開始[65]
- 9月10日 1stアルバム「0.5」各種サイトにて配信開始[66]
- 9月10日 セブプラ kanata「コイノマタタビ」楽曲提供[67]
- 9月23日 BCNO 5stアルバム「Kith and Kin」Kin盤にて「信じえぬ証言」リアレンジ担当[68]
- 10月01日「ノーステップノーライフ」投稿[69]
- 10月11日「超スーパーウルトラホット」投稿[70]
- 10月15日「ノーステップノーライフ」「超スーパーウルトラホット」各種サイトにて配信開始[71]
- 10月22日 コンピアルバム「Re: A Fantastic Go-Cart」にて「ガラクタ生命論」アレンジ担当[72]
- 10月22日 コンピアルバム「First Ever ArCade」にて「コピーヘイスト」収録[73]
- 10月26日「絶対敵対メチャキライヤー」自身初となるYoutube300万再生を記録[74]
- 10月29日 缶缶 2ndアルバム 「02」にて「Ms.マゼンタ」収録[75]
- 10月31日「コンストラクト」投稿[76]
- 12月09日「超スーパーウルトラホット」JOYSOUND配信開始[77]

2023年
- 3月20日「やっちゃえ！フレッシュヤング」投稿[78]

## ディスコグラフィ

### シングル
|   | リリース日     | タイトル                 | 収録曲                            | 備考 |
| - | -------------- | ------------------------ | --------------------------------- | ---- |
| 1 | 2021年9月08日  | ラベルドラブ             | 全1曲 1. ラベルドラブ             |      |
| 2 | 2022年4月13日  | ヘラヘラリ               | 全1曲 1. ヘラヘラリ               |      |
| 3 | 2022年4月26日  | 絶対敵対メチャキライヤー | 全1曲 1. 絶対敵対メチャキライヤー |      |
| 4 | 2022年9月06日  | さっさかサレンダー       | 全1曲 1. さっさかサレンダー       |      |
| 5 | 2022年9月07日  | キッカイケッタイ         | 全1曲 1. キッカイケッタイ         |      |
| 6 | 2022年10月15日 | ノーステップノーライフ   | 全1曲 1. ノーステップノーライフ   |      |
| 7 | 2022年10月15日 | 超スーパーウルトラホット | 全1曲 1. 超スーパーウルトラホット |      |

### アルバム
|   | リリース日    | タイトル | 収録曲 | 備考 |
| - | ------------- | -------- | --- | ---- |
| 1 | 2021年9月10日 | 0.5      | 全10曲 1. ラッカンライア 2. ミカイタクビート 3. アイロニズム 4. ナラキスト 5. 寄るなガーネット 6. vold 7. 人並人生ライフ 8. 偽色街 9. ディスコネクトディスコ 10. 凛と幻惑洒落焦がれ |      |

### 参加作品
| 1 | 2020年4月05日  | AIWAKARE                | 1. ぐちり 2. manika 3. いよわ 4. メドミア 5. 由末イリ 6. テラ | 全6曲 1. メルセデスの懺悔 2. さめない 3. ノアノア 4. アンチクロノス 5. 終るヨルに 6. 草々不一 |  |  |  |
| 2 | 2020年9月28日  | Rainbow                 | 1. メドミア 2. manika 3. テラ 4. ぐちり 5. ヒガテル 6. tamon 7. いよわ 8. BCNO 9. peg 10. bal 11. 由末イリ 12. なきそ | 全12曲 1. リコリス・ラディアーター 2. アルガママ 3. 誘蛾灯 4. メロウ 5. caution step 6. あなたクランケン 7. ピアノフィッシュ― 8. ヤラズ 9. アヤメ 10. ヴァイオレット 11. なみだのたべかた 12. 花めかない |  |  |  |
| 3 | 2021年10月30日 | A Fantastic Go-Cart     | 1. 錦 2. メドミア 3. 由末イリ 4. Glue 5. lcekey 6. 夏山よつぎ | 全6曲 1. Dummy-B 2. FAKE FLASH 3. ノスフェラトゥ 4. ヴァイオレット・チル 5. 透明さえ半透明 6. ガラクタ生命論 |  |  |  |
| 4 | 2021年11月20日 | DTMサーのコンピ         | 1. テラ 2. メドミア 3. いよわ 4. メドミア 5. いよわ 6. テラ 7. いよわ 8. メドミア 9. いよわ 10. メドミア 11. テラ 12. テラ | 全16曲 1. からね 2. 夕凪に擬態すれば 3. シッカンアーネスト 4. ヒーローがいない街 5. 憂鬱と造花（△ Arrange） 6. ディア―マイウォッチクラフト（テラ Arrange） 7. 誰でもない（メドミア Arrange） 8. アルベロの思惑（いよわ Arrange） 9. マーシーキリング（△ Arrange） 10. アイロニズム（テラ Arrange） 11. 黄金数（メドミア Arrange） 12. ガタ（いよわ Arrange） 13. 草々不一（△ Arrange） 14. 来世は他人がいい（テラ Arrange） 15. 肺胞に潜る（メドミア Arrange） 16. 星に願いを（いよわ Arrange） |  |  |  |
| 5 | 2022年4月29日  | eneeemy                 | 1. Fty 2. ひみー 3. ど～ぱみん 4. ヒガテル 5. gar0n 6. メドミア 7. ヒガテル 8. ユノギシロ 9. saikawa 10. イチダヨウ 11. 由末イリ 12. manika 13. ど～ぱみん 14. 竹椅子 15. 夏山よつぎ 16. ししど 17. 道端の石 18. 由末イリ 19. 小宮かふぃー 20. thom 21. Glue 22. 大江カルシー 23. ココタロ 24. Fty 25. 竹椅子 26. rukaku 27. SEE 28. 水野あつ 29. あ子 30. イチ 31. 夏山よつぎ 32. よたばいと 33. けすまる 34. 小宮かふぃー 35. イトマP 36. Chinozo 37. 道端の石 | 全37曲 1. Nostalgia 2. 才能クラッチ 3. からすの鳴かせ方 4. 君になら。 5. 雨の文学 6. マジカル×フィジカル 7. AM7:45 8. Acting 9. 真実はいつも誰でも幾つでも 10. ミライ作歌 11. し（や）すいいき 12. 週刊少年スーサイド 13. Crow ’n’ Crown 14. だっしゅっ！！！ 15. ミスクラウン・スノーホワイト 16. やだ 17. メリア 18. yumyum 19. あまやどりジョーカー 20. 花溜まり 21. ビビッドサイエンス 22. 猫溜まり 23. 放課後エブリデイ 24. Philosophia 25. absentia 26. カラーレス・ユース 27. 浮つく制服 28. 前を向かなきゃ 29. はちぶんめ 30. 摂氏零度の好奇心 31. Who is the eneeemy? 32. ドラウトロール 33. セレスティガール 34. ふわふわトラベラーズ！ 35. 塗り忘れ 36. シロ 37. エートスの窓辺から |  |  |  |
| 6 | 2022年11月04日 | 02                      | 1. yowanecity 2. 柊マグネタイト 3. かいりきベア 4. すりぃ 5. FAKE TYPE. 6. Ayase 7. yowanecity 8. ZERA 9. RuLu 10. メドミア 11. ど〜ぱみん 12. なきそ 13. yowanecity | 全13曲 1. 鬼焔 2. ヴァイパー 3. ブーストアニマ 4. ドロシー 5. マーナガルム 6. 睡魔 7. トゥーム 8. トランキライザー 9. 抜刀 10. Ms.マゼンタ 11. ワンダラ 12. お願い上手 13. カーテンコール |  |  |  |
| 7 | 2022年11月12日 | Kith and Kin Disc2 Kin  | 1. エイハブ 2. メドミア 3. youまん 4. Mikade 5. 是 6. Fushi 7. ueil 8. r-906 9. いよわ 10. 去女 11. 椎乃味醂 12. yuigot 13. Noz | 全13曲 1. 背景を断つ（エイハブ Remix） 2. 信じえぬ証言（メドミア Remix） 3. 象牙の塔（youまん Remix） 4. UnderStand（Mikade Remix） 5. モノリス（是 Remix） 6. ルナ・エクリプス（Fushi Remix） 7. That's (my) life [Instrumental]（ueil Remix） 8. 逆説と浮遊（r-906 Remix） 9. カポタスト（いよわ Remix） 10. なくてななくせ（去女 Remix） 11. 桜桃が咲き、（椎乃味醂 Remix） 12. 微笑んだ羊（yuigot Remix） 13. All in Good Time（Noz. Remix） |  |  |  |
| 8 | 2022年11月12日 | Re: A Fantastic Go-Cart | 1. 錦 2. メドミア 3. 由末イリ 4. Glue 5. lcekey 6. 夏山よつぎ | 全6曲 1. Dummy-B（Glue Remix） 2. FAKE FLASH（錦 Remix） 3. ノスフェラトゥ（夏山よつぎ Remix） 4. ヴァイオレット・チル（lceky Remix） 5. 透明さえ半透明（由未イリ Remix） 6. ガラクタ生命論（メドミア Remix） |  |  |  |
| 9 | 2022年11月12日 | First Ever ArCade       | 1. A4。 2. ど～ぱみん 3. メドミア 4. 由未イリ 5. 夏山よつぎ 6. Glue 7. ぐちり 8. 錦 9. lceky | 全9曲 1. 致死量。 2. エウタナシア 3. コピーヘイスト 4. へるmp 5. オーヴァーキル 6. thanatos 7. メア 8. 卓袱台返し 9. ありふれた星座 |  |  |  |

### 楽曲提供
|    | リリース日     | タイトル       | アーティスト | 収録作品 | 備考 |
| -- | -------------- | -------------- | ------------ | -------- | ---- |
| １ | 2021年8月15日  | 零の餞         | 拡散NG       |          |      |
| 2  | 2022年9月10日  | コイノマタタビ | kanata       |          |      |
| 3  | 2022年11月04日 | Ms.マゼンタ    | 缶缶         | 02       |      |

### ミュージックビデオ
|    | リリース日     | タイトル                       | 編集                  | 映像               |
| -- | -------------- | ------------------------------ | --------------------- | ------------------ |
| 1  | 2018年11月09日 | ノーテーマ                     | メドミア              | ぬくぬくにぎりめし |
| 2  | 2018年12月22日 | 真冬のサンカヨウ               | メドミア              | メドミア           |
| 3  | 2019年3月30日  | ダウナーダウト                 | メドミア              | 只野               |
| 4  | 2019年5月11日  | Morbid Dancer                  |                       | テラ               |
| 5  | 2019年6月07日  | デッドエンドメイト             |                       |                    |
| 6  | 2019年6月15日  | 幽欝と造花                     | 只野                  |                    |
| 7  | 2019年7月05日  | ネームレスルーザー             |                       | テラ               |
| 8  | 2019年7月07日  | オリヒメ                       |                       | いよわ             |
| 9  | 2019年7月07日  | ヒコボシ                       |                       | いよわ             |
| 10 | 2019年9月27日  | ロイエ                         |                       | のおか             |
| 11 | 2019年11月09日 | ウォーキングデッドシンドローム |                       | 赤染梅             |
| 12 | 2020年1月04日  | 神算鬼謀                       | のおか                | のおか             |
| 13 | 2020年3月28日  | ゴーストロールモノローグ       |                       | ぬくぬくにぎりめし |
| 14 | 2020年5月09日  | イヤイヤヘブン                 |                       | 赤染梅             |
| 15 | 2020年8月22日  | アイロニズム                   |                       | ふとももサーキット |
| 16 | 2020年10月20日 | ガタ                           | Yazirushi             | ふとももサーキット |
| 17 | 2020年11月21日 | 人並み人生ライフ               | メドミア              | アルセチカ         |
| 18 | 2020年11月28日 | 偽色街                         | メドミア              | アルセチカ         |
| 19 | 2020年12月11日 | ラッカンライア                 | メドミア              | アルセチカ         |
| 20 | 2020年12月23日 | 寄るなガーネット               | Yazirusi              | アルセチカ         |
| 21 | 2020年12月26日 | VoId                           | Yazirushi 桜井貴志    | saki               |
| 22 | 2021年2月27日  | 凛と眩惑洒落焦がれ             | アルセチカ 瀬田しぢみ | アルセチカ         |
| 23 | 2021年4月14日  | ナラキスト                     | メドミア              | 赤染海             |
| 24 | 2021年4月24日  | ミカイタクビート               | メドミア              | ATUHI              |
| 25 | 2021年4月24日  | 抜け殻ネオンシティ             | アルセチカ            | アルセチカ         |
| 26 | 2021年4月25日  | さっさかサレンダー             | Yazirushi             | あおあそ           |
| 27 | 2021年8月31日  | ラベルドラブ                   | めり                  | めり               |
| 28 | 2021年9月25日  | 春じゃないわ                   | Yazirushi 貴志桜井    | てんてこ           |
| 29 | 2021年10月15日 | 零の餞                         | めり                  | めり               |
| 30 | 2021年10月16日 | ディスコネクトディスコ         | Yazirushi             | ATUHI              |
| 31 | 2021年11月05日 | ヘラヘラリ                     | めり                  | めり               |
| 32 | 2022年3月18日  | マジカル×フィジカル            | メドミア              | アルセチカ         |
| 33 | 2022年4月23日  | 絶対敵対メチャキライヤー       | WOOMA アルセチカ      | WOOMA アルセチカ   |
| 34 | 2022年7月31日  | キッカイケッタイ               | めり                  | めり               |
| 35 | 2022年10月01日 | ノーステップノーライフ         |                       | ぬくぬくにぎりめし |
| 36 | 2022年10月10日 | 超スーパーウルトラホット       | 藍瀬まなみ            | アルセチカ         |
| 37 | 2022年10月29日 | Ms.マゼンタ                    |                       | のう               |
| 38 | 2022年10月31日 | コンストラクト                 | めり                  | めり               |
| 39 | 2023年3月20日  | やっちゃえ！フレッシュヤング   |                       | ohuton             |